# 圣布里斯 (奥恩省)
圣布里斯（法語：Saint-Brice，法語發音：[sɛ̃ bʁis] ⓘ）是法国奥恩省的一个市镇，属于阿朗松区。

## 地理
圣布里斯（48°33'31"N, 0°38'31"W）面积4.58 平方千米，位于法国诺曼底大区奧恩省，该省份为法国西北部内陆省份，北起顺时针与卡爾瓦多斯省、厄尔省、厄尔-卢瓦省、萨尔特省、马耶讷省和芒什省接壤。
与圣布里斯接壤的市镇（或旧市镇、城区）包括：阿夫里伊、索塞、栋夫龙昂普瓦赖、托尔尚。

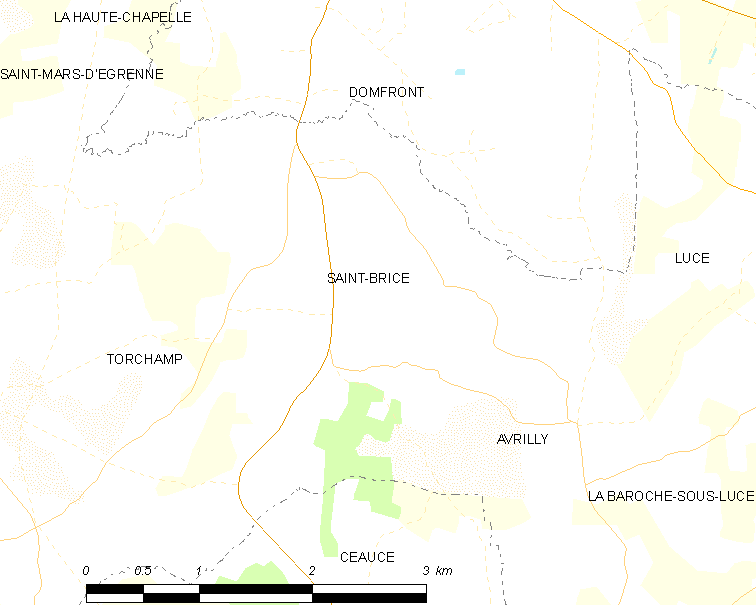
的OSM定位图

圣布里斯的时区为UTC+01:00、UTC+02:00（夏令时）。

## 行政
圣布里斯的邮政编码为61700，INSEE市镇编码为61370。

## 政治
圣布里斯所属的省级选区为栋夫龙昂普瓦赖县。

## 人口

1962-2008年间人口变化图示

圣布里斯于2022年1月1日时的人口数量为149人。